# Olcay Şahan
Olcay Şahan (ur. 26 maja 1987 w Düsseldorfie) – turecki piłkarz występujący na pozycji pomocnika.